# Ophiocoma ocellata
Ophiocoma ocellata är en ormstjärneart som beskrevs av v. Martens 1867. Ophiocoma ocellata ingår i släktet Ophiocoma och familjen Ophiocomidae. Inga underarter finns listade i Catalogue of Life.